# 秦系
秦系（？—？），字公绪，自号东海钓客，越州会稽县（在今浙江省绍兴市）若耶溪畔人，唐朝詩人。

## 生平
约生于唐开元十二年（724年）。天宝末年，秦系避乱至剡溪。大历五年（770年）北都留守薛兼训奏请朝廷授秦系为右卫率府仓曹参军，秦系不就任。建中元年（780年）秦系到达泉州并隐居于南安縣九日山，泉州刺史薛播常上山拜会他，秦系曾作诗《答泉州薛播使君重阳日赠酒》相赠。贞元四年（788年）御史大夫张建封听闻秦系不愿做官，奏请加封校书郎。后来，秦系东渡至秣陵（今南京），去世时80多岁。泉州人在九日山建亭纪念他，称为“秦君亭”。秦系曾居住的西峰也称为“高士峰”。